# Осеана
Осеана Малман (на немски: Oceana Mahlmann), известна в световен мащаб под малкото си име, е германска певица. Става известна с песента „Cry Cry“, издадена през 2009 г., а през 2012 г. издава и официалния химн на оназгодишното европейско първенство по футбол „Endless Summer“.

## Биография
Отгледана е от майка си, която е дизайнер на висша мода. Баща ѝ е от Мартиника. Фънк легендата Масео Паркър е близък приятел на семейството и като дете Осеана получава възможността да излезе на една сцена с него.
В тийнейджърските си години се установява като танцьор и хореограф. Изпълнява ролята на Аида в мюзикъла „Аида“ на Тим Райс и Елтън Джон. Изявява се като солист в сценичната версия на „Мръсни танци“. През 2006 г. е хореограф на група „Сийд“. Две години по-късно подписва с „Уорнър“.
Самостоятелната ѝ кариера започва през 2009 г., когато излиза сингълът „Cry Cry“ от дебютния ѝ албум „Love Supply“. Това е пробив в кариерата ѝ: сингълът е най-продаваният в Полша същата година и се изкачва на челни позиции в класациите на други европейски страни. Вследствие на този успех певицата участва в редица телевизионни предавания.
През март 2010 г. взема участие в полската версия на „Денсинг старс“. През май 2010 г. води предаването „Арте лаундж“, излъчвано по канал Arte. Участва като гост в гръцкия „Екс фактор“. Изявява се на някои от най-реномираните фестивали в Европа. Осъществява и турне.
През 2012 г. е поканена от Съюза на европейските футболни асоциации да напише официалния химн на Европейското първенство по футбол. Така се появява песента „Endless Summer“, благодарение на която певицата печели значително по-широка известност. На церемонията по закриването на първенството Осеана изпълнява песента пред повече от милиард души, а същевременно видеоклипът добива голяма популярност. „Endless Summer“ завоюва златни и сребърни отличия из цяла Европа. Не след дълго се появява вторият ѝ албум под името „My House“.
Работи над третия си албум. През 2014 г. решава да се запише в немската селекция за „Евровизия 2014“, но не я спохожда успех. Излиза сингълът ѝ „Everybody“, посветен на Световното първенство по футбол.